# 군인연금
군인연금은 퇴역 군인에게 주는 연금이다.
- 대한민국의 군인연금
- 군인연금 (미국)

## 같이 보기
- 제목에 "군인연금" 항목을 포함한 모든 문서

| Disambiguation icon | 이 문서는 명칭이 같고 같은 종류에 속하는 여러 대상을 연결하는 색인 문서입니다. |